# 小原温泉
小原温泉（おばらおんせん）は、宮城県白石市（旧国陸奥国、明治以降は磐城国）にある温泉。

## 泉質
- 単純泉
- 含食塩芒硝泉
  - 源泉温度47〜67℃。目に対する効能があるとされ、「目に小原」[1]といわれる。

## 温泉街
白石川沿いに「ホテルいづみや」と「旅館しんゆ」という2軒の旅館が存在する。
共同浴場は「かつらの湯」。川沿いに碧玉渓へと向かう遊歩道の入り口近くに有り、岩棚の奥にあるような独特の作りとなっている。

## 歴史
開湯は平安時代の終わりである。開湯伝説によれば、源義経の家来、常陸坊海尊が発見したという。
江戸時代は湯治場として栄えた。
2017年（平成29年）10月31日、中心的存在だった旅館「かつらや」が閉業。

## アクセス
- 鉄道：東北新幹線白石蔵王駅、東北本線白石駅より、白石市民バス（小原線）または七ヶ宿町町営バス（七ヶ宿白石線）で約20分。
- 道路：国道113号を白石市内から、七ヶ宿町方面へ。小原トンネル入口を右折する。

## 温水利用施設
温泉街の南には温水プール施設「スパッシュランドしろいし」がある。「スパッシュランドしろいし」は1992年（平成4年）にオープンした。2020年度末で休館する予定だったが、東京五輪パラオ代表の練習場確保や指定管理者の業務委託期間を考慮して休館を2022年度末に延期していた。その後、2022年3月に最大震度6強の地震を受けて天井や換気口などが損傷したため2022年度末で事実上閉館することになった。